# Denis Shiryaev
Denis Shiryaev (Rusia, 28 de junio de 1988) es un artista digital, youtuber y programador ruso radicado en Polonia, conocido por la restauración de vídeos antiguos, mayoritariamente de finales del siglo XIX y de principios del XX, a través de la inteligencia artificial.
Es CEO y director de producto de la empresa Neutral Love, y también gerente de producto de la KMTT con más de diez años de experiencia. En Polonia, ganó reconocimiento internacional después de publicar uno de sus experimentos de ML en su canal de YouTube. Se licenció en sistemas de información y tecnologías y obtuvo un grado de asociado en sistemas informáticos y sistemas de red en la MUIF. También tiene un certificado IScala 2.3+ de Epicor Scala Academy.
Además de ser jugador de Rainbow 6 Siege de la liga  platino y un entusiasta de la programación, uno de sus pasatiempos favoritos es correr.

## Vídeos
Los vídeos vintage de Shiryaev son descritos como “lo más parecido a los viajes en el tiempo”, dado que restaura filmaciones del cine primitivo actualizando la escala del vídeo a 4K, aumentando la velocidad de los fotogramas a 60 fotogramas por segundo y añadiendo color.[cita requerida]
Los procesos los realiza con diferentes inteligencias artificiales: el primero para la velocidad de los fotogramas por segundo, el segundo para realizar una base de datos que aumente la velocidad de los fotogramas por segundo y el último para pintar el film de color. El sonido, añadido para aumentar la autenticidad, proviene del sonido inmersivo remasterizado del vídeo original.
Uno de sus vídeos más populares de 2020, A Trip Through New York City in 1911, consiste en la actualización de un metraje con el mismo nombre filmado originalmente por Svenska Biografteatern, una productora sueca. Shiryaev trabajó durante cuatro días en la restauración, en que estabilizó manualmente el metraje desde una aplicación de inteligencia artificial y puso un vídeo de origen en una cañería virtual de cuatro redes neuronales diferentes. La primera red neuronal limpia artefactos digitales y, la segunda, pinta el clip. Después, usó una versión personalizada de una de las aplicaciones de AI que más usa para aumentar los FPS y otra también personalizada entrenada en su conjunto de datos. La combinación de estos corresponde al resultado final.

## Pinturas
En 2020, Denis Shiryaev publicó un vídeo en que, mediante el uso de cinco redes neuronales, generó rostros realistas de siete personajes de obras pictóricas célebres: Mona Lisa, El autorretrato con collar de espinas y colibrí, El nacimiento de Venus, La joven de la perla, La dama del armiño, Gótico estadounidense y La ronda de noche. El proyecto duró tres meses.

## Neutral Love
Neutral Love, fundada en junio de 2020, creó un servicio de software que consiste en una cañería virtual de mejora de medios de varias redes neuronales junto con el desarrollo de modelos ML para potenciar los resultados. La solución automática, basada en el almacenamiento en nube, permite la accesibilidad de cualquier usuario. Además, el equipo B2B brinda soluciones de aprendizaje automático para satisfacer las necesidades de los profesionales y estudios creativos.

## Controversia
Algunos historiadores están en contra de los proyectos de Shiryaev y Neutral Love, poniendo en duda lo que se ha añadido y eliminado. También consideran que la modernización de vídeos antiguos no genera autenticidad al vídeo, sino que lo aleja de su momento histórico.